# École serbo-byzantine

Le monastère de Gračanica

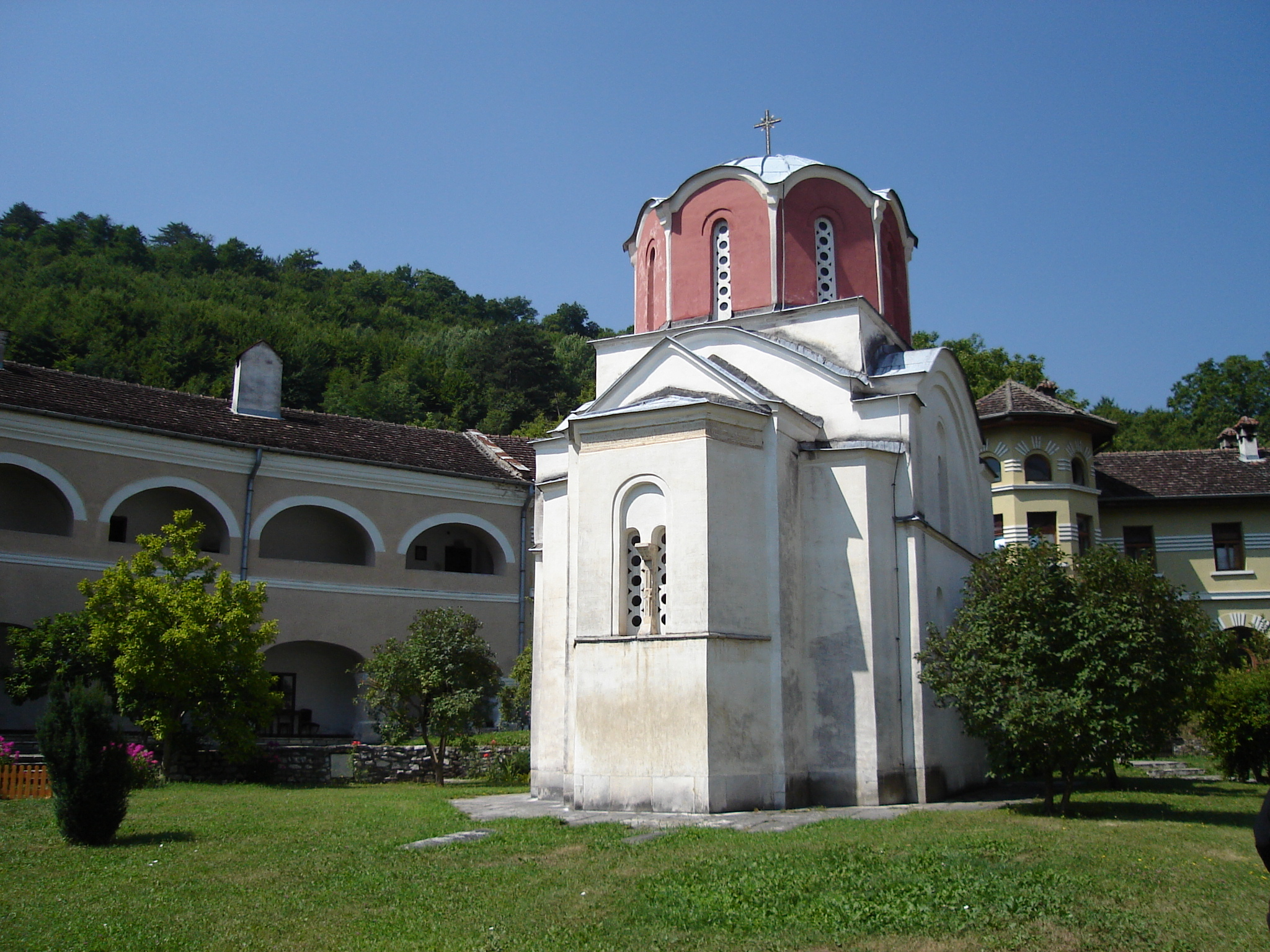
L'église royale dans le monastère de Studenica

Pour le courant serbo-byzantin das sa globalité voir Architecture serbo-byzantine
Ne doit pas être confondu avec Style serbo-byzantin (architecture moderne).
L'école serbo-byzantique ou style serbo-byzantin (en serbe cyrillique : Српско-византијска школа ou Српско-византијски стил ; en serbe latin : Srpsko-vizantijska škola ou Srpsko-vizantijski stil) est une école d'architecture et de peinture qui a fleuri en Serbie de la fin du XIIIe siècle à la fin du XIVe siècle. Au-delà de cette période, elle a continué d'influencer l'architecture serbe et notamment l'architecture néo-byzantine serbe des XIXe et XXe siècles.
L'école serbo-byzantine est également connue sous les noms d'école de Vardar et d'école macédonienne. Elle s'est développée de manière privilégiée en Métochie, au Kosovo et au nord de la Macédoine.

## Historique
Les premières manifestations de l'architecture serbo-byzantine se trouvent à l'église Saint-Nicétas dans le massif de la Skopska Crna Gora, construite en 1307 par le roi Stefan Milutin, et à l'église de la Vierge de Leviša à Prizren, édifiée elle aussi en 1307. Elle trouve son terme au monastère Saint-André de Matka, fondé en 1389, et avec les églises de Dragobrilja (1395) et de Crkolez (1395).

## Architecture
Les églises de style serbo-byzantin se caractérisent par leur plan cruciforme ; elles sont surmontées de dômes, dont le nombre peut s'élever jusqu'à cinq. La façade occidentale est précédée d'un porche. Elles sont construites dans un style qui rappelle l'architecture byzantine de cette époque, avec des pierres jaunes ou grises et des briques rouges disposées de manière à créer des motifs décoratifs.
Parmi les édifices les plus représentatifs de ce style, on peut citer :
- l'église de la Vierge de Leviša à Prizren
- l'église royale (Kraljeva crkva) du monastère de Studenica
- le monastère de Gračanica
- le monastère du Patriarcat de Peć
- le monastère de Lesnovo

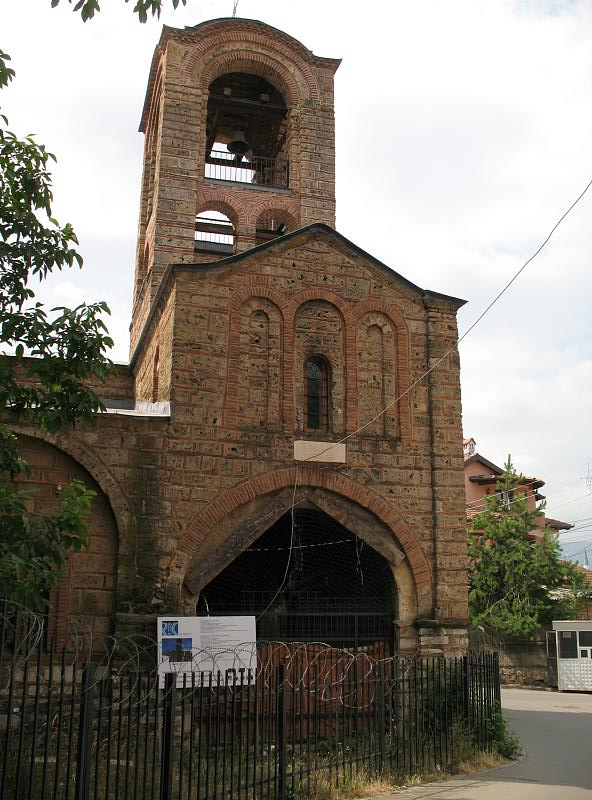
L' église de la Vierge de Leviša à Prizren
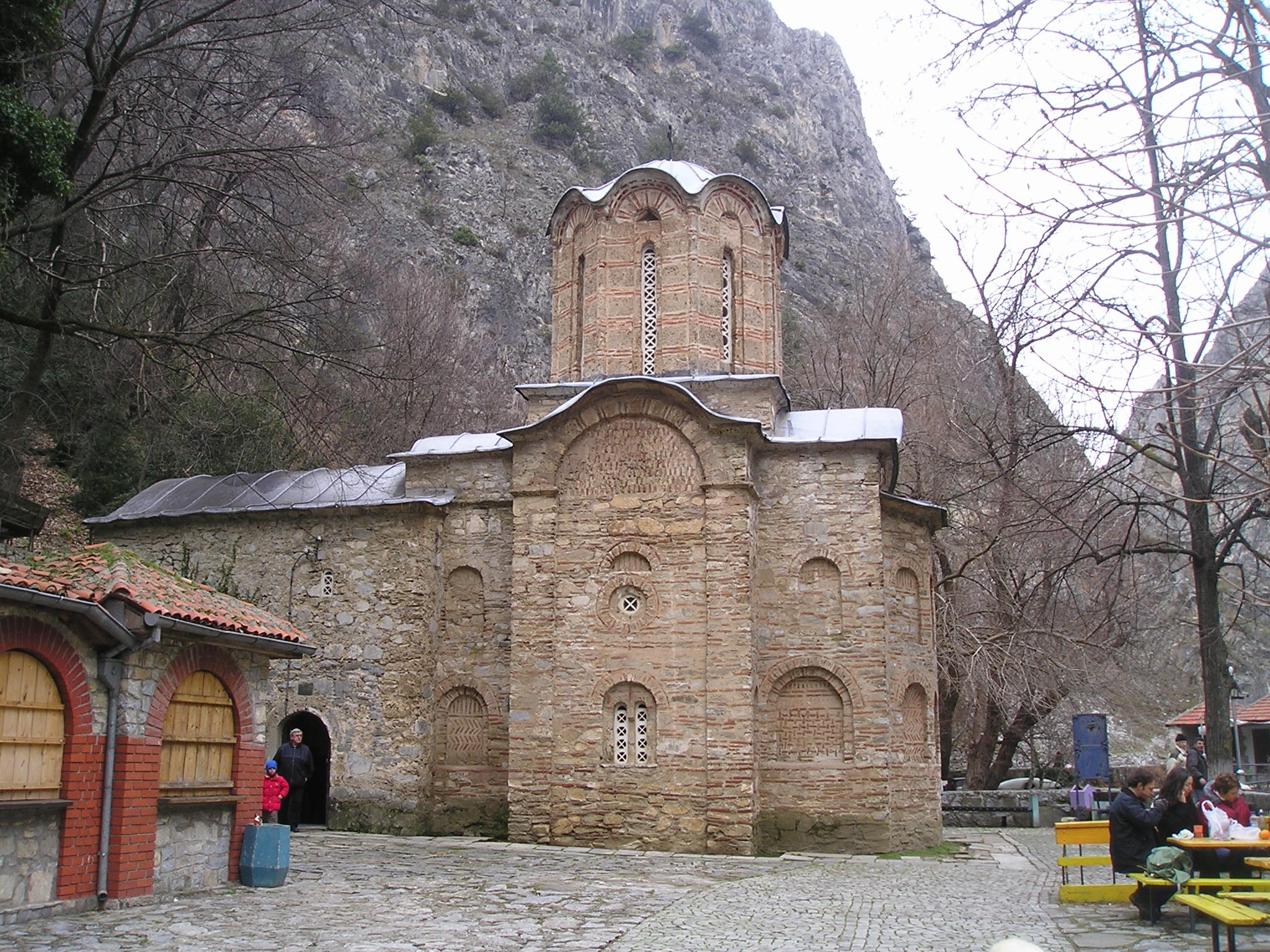
Le monastère Saint-André de Matka
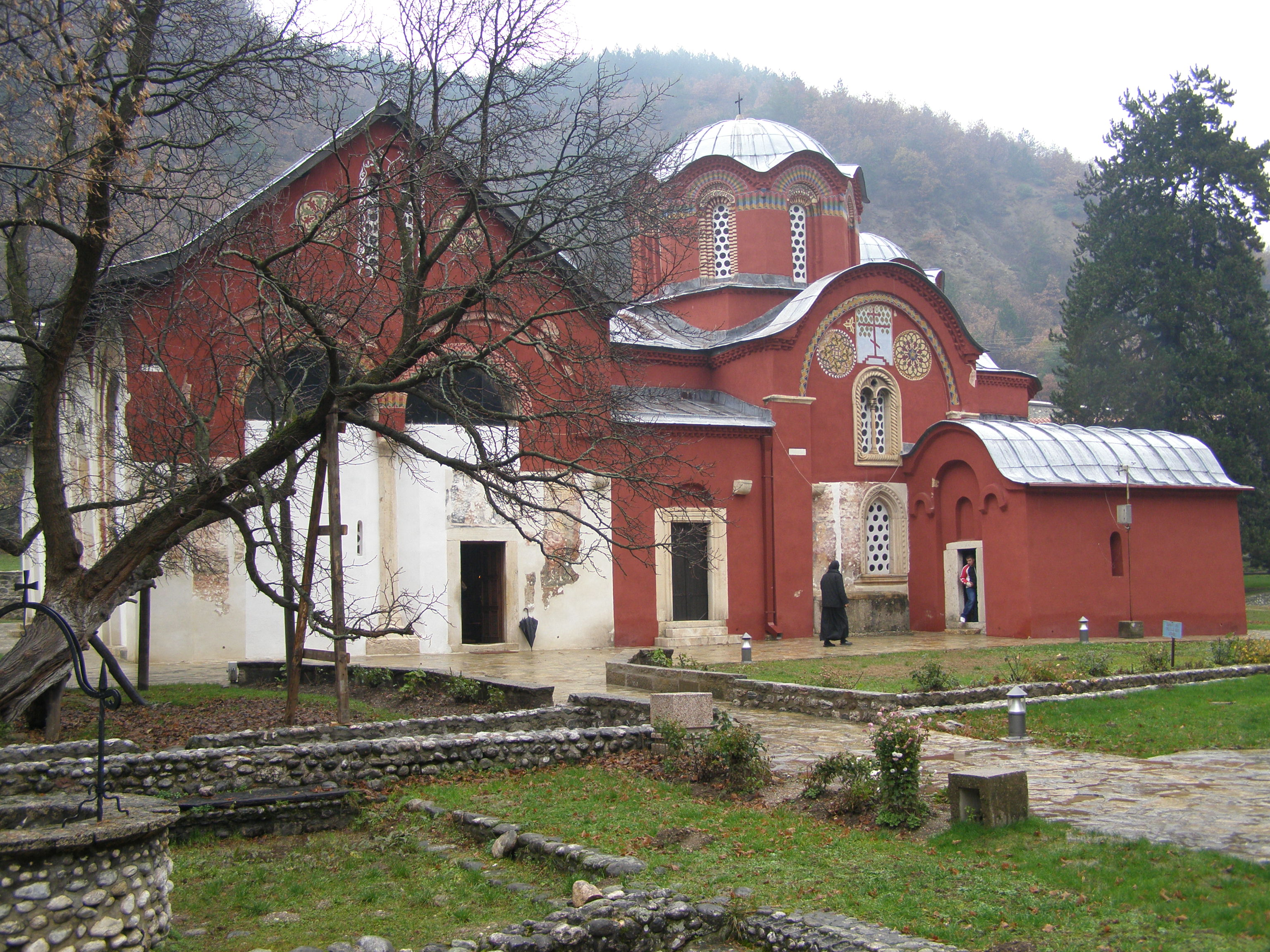
Le Patriarcat de Peć
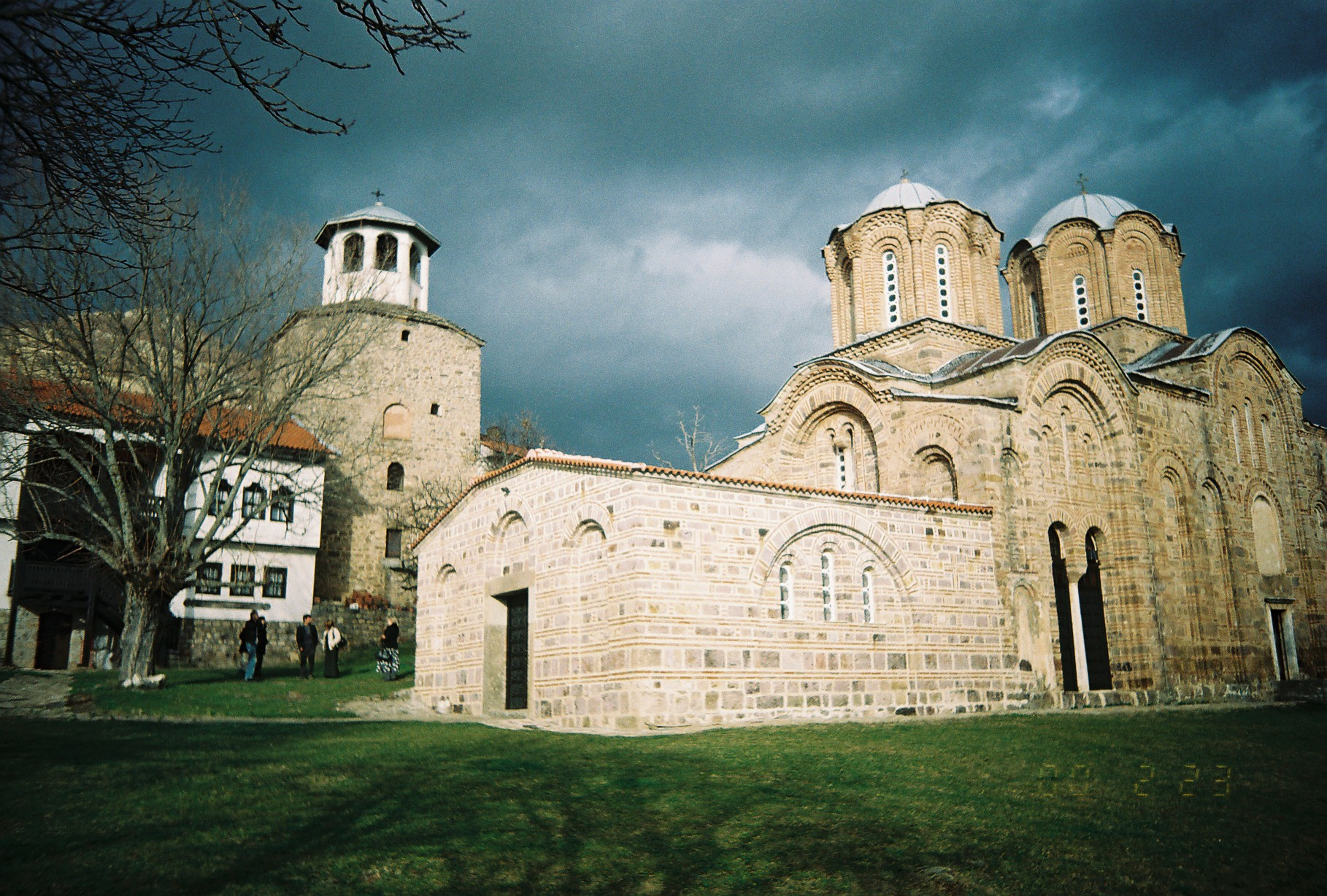
Le monastère de Lesnovo

## Fresques et icônes
Contrairement à la pratique de l'école de la Raška, qui connut l'âge d'or de la peinture serbe, avec des réalisations originales, les bâtiments de l'école serbo-byzantine sont décorés de fresques inspirées par les modèles byzantins de leur époque.

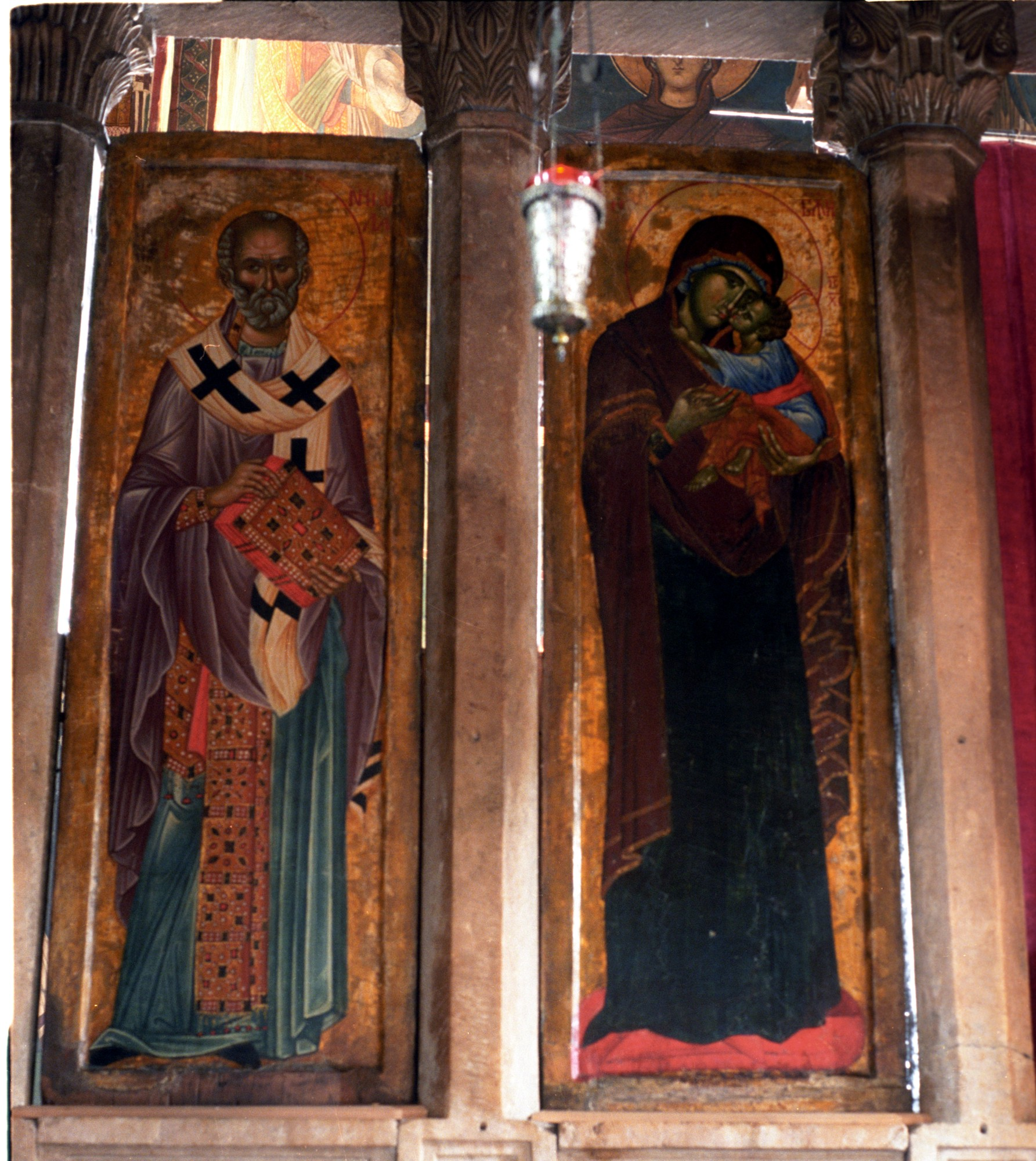
Icônes représentant la Mère de Dieu et un saint, cloître du monastère de Dečani, vers 1350
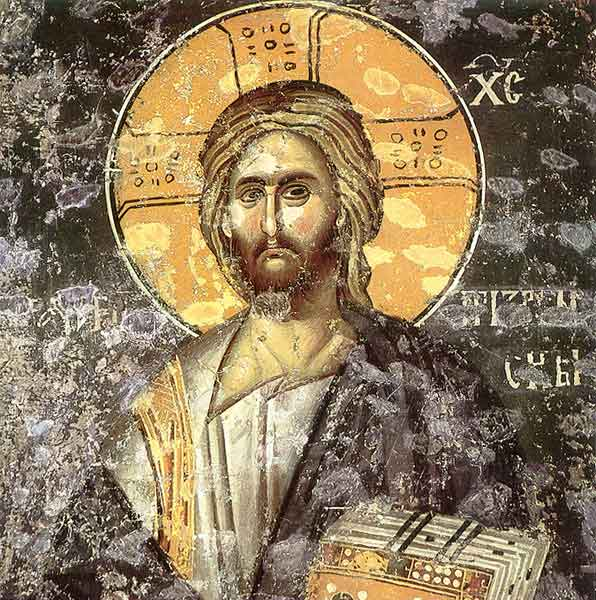
Fresque du Christ, église de la Vierge de Leviša, début du XIVe siècle
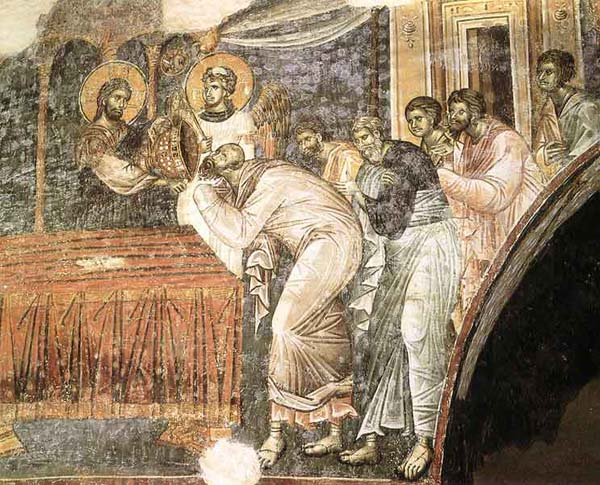
Fresque de la Communion des Apôtres, id.
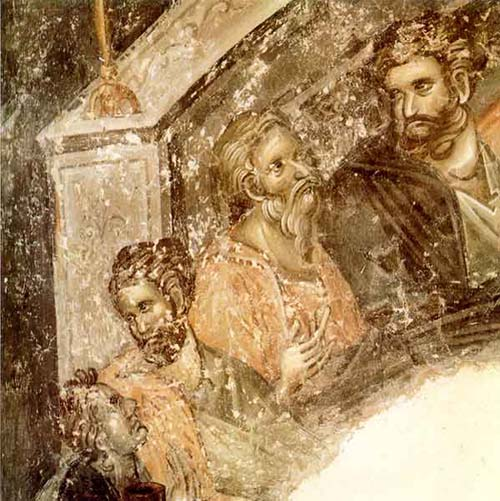
Fresque, id.
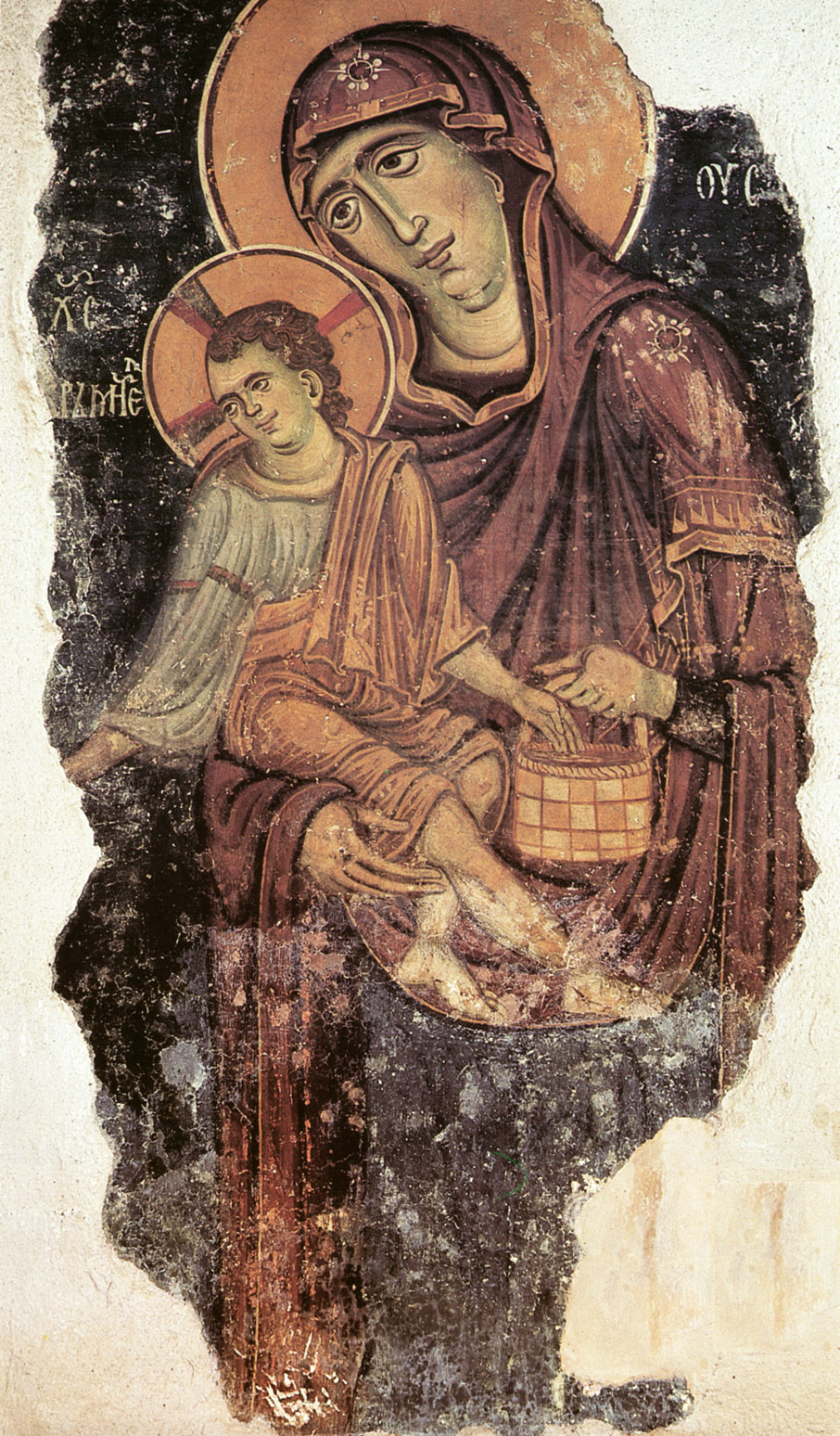
Fresque du bain du Christ, id. (détruite en 2004 par des fanatiques albanais
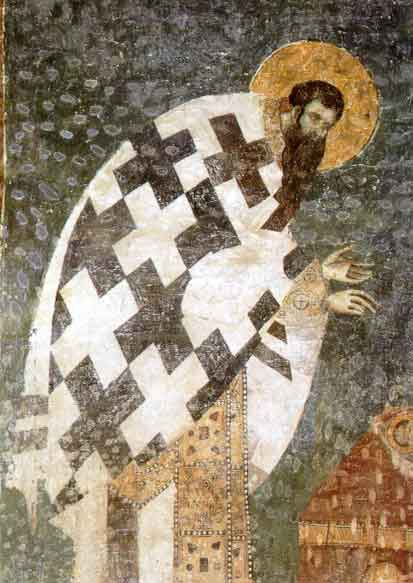
Fresque de Saint-Basile le Grand, id.
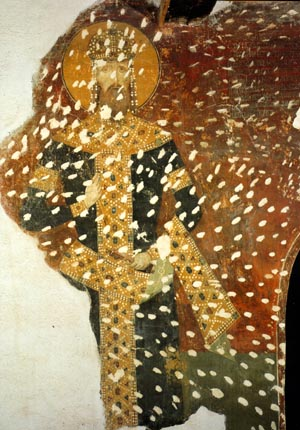
Fresque du roi Stefan Milutin, id.